# Панафриканська складчастість
Панафриканська складчастість (англ. Pan-African orogeny) — серія масштабних неопротерозойських орогенних подій, пов'язаних із утворенням суперконтинентів Гондвани та Паннотії приблизно 600 мільйонів років тому. Вона також відомий як Пангондванська або Салданська складчастість. Панафриканська складчастість та Гренвільська складчастість є найбільшими відомими складчастими поясами на Землі. Завдяки їм неопротерозойська ера є періодом, під час якого сформувалося найбільше континентальної кори за всю історію Землі.

## Історія та термінологія
Термін "Панафриканська складчастість" був введений Кеннеді у 1964 році на позначення тектонічних подій, які відбулися приблизно 500 млн років тому, коли в Африці між набагато старшими кратонами сформувався ряд рухомих поясів. У той час на позначення подібних орогенних подій на інших континентах використовували інші терміни: Бразильська складчастість в Південній Америці, Аделаїдська складчастість в Австралії та Бірдморська складчастість в Антарктиді.
Пізніше, коли тектоніка плит стала загальновизнаною теорією, термін Панафриканська складчастість був поширений на весь суперконтинент Гондвана. Оскільки у формуванні Гондвани брали участь кілька континентів і цей процес відбувався від неопротерозою до раннього палеозою, Панафриканська складчастість більше не відноситься до єдиної орогенної події, а натомість позначає серію горотворчих процесів, яка включала відкриття та закриття кілька великих океанів та зіткнення кількох континентальних блоків. Крім того, панафриканські події відбуваються одночасно з кадомським орогенезом в Європі та байкальським орогенезом в Азії. Земна кора з цих областей, ймовірно, була частиною Паннотії (тобто Гондвани, коли вона вперше утворилася) протягом докембрія.
Спроби співвіднести панафриканські складчасті пояси з бразильськими складчастими поясами по той бік Атлантики у багатьох випадках були проблематичними.

## Панафриканські складчасті пояси

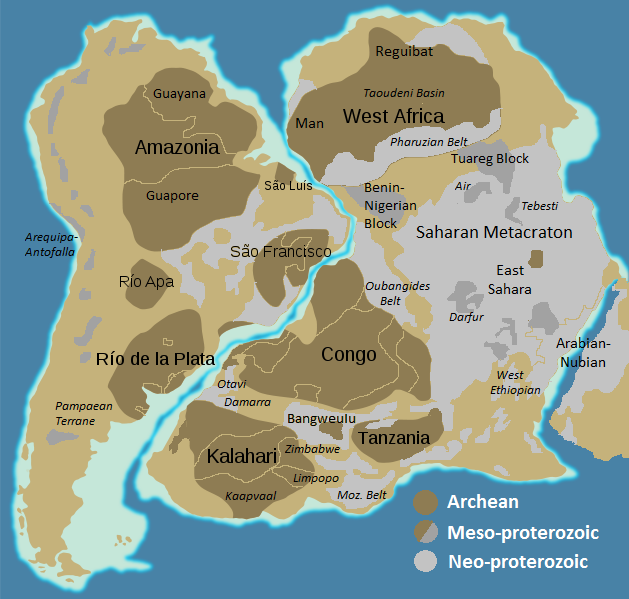
Західна Гондвана. Кратони зображені коричневим кольором, а панафриканські складчасті пояси — сірим.

До складчастих поясів Панафриканської складчастості входять:
- Аравійсько-Нубійський щит, що тягнеться від Ефіопії до південного Леванту, пов'язаний з відкриттям Червоного моря[6].
- Мозамбіцький складчастий пояс[en], що тягнеться від Східної Антарктиди через Східну Африку до Аравійсько-Нубійського щита. Він утворився як сутура між плитами в часи Панафриканської складчастості[7]. Мозамбіцький океан почав закриватися між Мадагаскарсько-Індійським та Конголезько-Танзанійським кратонами 700-580 мільйонів років тому, а повністю закрився 600-600 мільйонів років тому[8].
- Замбезійський складчастий пояс[en] відгалужується від Мозамбіцького поясу на півночі Зімбабве і тягнеться до Замбії[9].
- Дамарський складчастий пояс[en] оголюється в Намібії між Конголезьким та Калахарійським кратонами та продовжується на південь, до Гарієпського і Салданійського прибережних поясів та на північ до Каоковельдського поясу. Він є результатом закриття Адамасторського[en] та Дамарського океанів і включає два горизонти, пов'язані з сильним зледенінням в районі екватора, що пояснюється гіпотезою Землі-сніжка[10].
- Луфіліанська дуга[en], найбільш ймовірно, є продовженням Дамарського поясу в Намібії, з яким вона з'єднується на півночі Ботсвани. Це широка дуга, що тягнеться на північ до південної частини ДР Конго і Замбії[9].
- Гарієпський та Салданійський складчасті пояси проходять уздовж західного і південного краю Калахарійського кратона. В результаті закриття Адамасторського океану морські відклади, підводні гори та офіоліти, які вони містять, були прирощені до окраїни Калахарійської платформи близько 540 млн років тому. Таким чином у Сі-Пойнті[en] опинилися граніти, які досліджував Чарлз Дарвін у 1836 році[11].
- Каоковельдський складчастий пояс відгалужується від Дамарського поясу і простягається на північний захід в Анголу. Цей пояс також утворився внаслідок закриття Адамасторського океану і включає зону зрушення, відому як Пуроський лінеамент, віком 733-550 млн років, розташовану на півдні Анголи. Ця зона містить сильно деформовані породи фундаменту віком 2030-1450 млн років, які ймовірно, походять з Конголезького кратону, змішані з пізньоархейськими гранітоїдними гнейсами невідомого походження. З Каоковельдського поясу не відомі жодні острівні дуги чи офіоліти[12].
- Західноконголезький складчастий пояс утворився внаслідок рифтогенезу 999-912 млн років уздовж західного краю Конголезького кратону, який в подальному призвів до формування крайового прогину, заповнення якого відбувалося 900-570 млн років тому. На заході поясу алохтонні палеопротерозойські та мезопротерозойські породи фундаменту перекривають прогинні нашарування. В поясі зустрічаються льодовикові відклади, подібні то тих, що трапляються в породах Луфіліанської дуги. Західноконголезький складчастий пояс співвідносится з Арасуайським поясом[en] в Бразилії[12].
- Транссахарський складчастий пояс завдовжки 3000 км проходить північніше та східніше Західно-Африканського кратону віком понад 2000 млн років, між Туарезьким[en] та Нігерійським щитами. Він складається з сильно деформованих донеопротерозойських порід фундаменту та неопротерозойських океанічних порід, що містять офіоліти, акреційні призми, метаморфічні породи, що сформувалися на острівних дугах та під високим тиском, які мають вік 900-520 млн років[13].
- Центральноафриканський складчастий пояс проходить між Конголезьким та Нігерійським щитами і складається з неопротерозойських порід і деформованих гранітоїдів, серед яких трапляються вклинення порід палеопротерозойського фундаменту. Південна частина поясу утворилася внаслідок зіткнення континентів, під час якого вона насунулася на Конголезький кратон. Центральна та північна частини є зонами зрушення, які корелюють з подібними структурами в Бразилії. Центральноафриканський пояс продовжуються на схід як Убангійський пояс, і разом вони утворюють Центрально-Африканську зону зрушення[14].
- Сахарський Метакратон[en] розташований між горами Ахаггар та річкою Ніл і складається з архейсько-палеопротерозойського фундаменту, перекритого панафриканськими гранітоїдами[13].
- Рокелідський складчастий пояс проходить уздовж західного краю архейського Манського щита, південніше Західно-Африканського кратону. Він був інтенсивно деформований під час Панафриканського орогенезу, пік якого був досягнутий приблизно 560 млн років тому, і може бути акреційним поясом[15].